# Éloïc Peyrache
Éloïc Peyrache es un economista francés.
Desde 2008, fue director adjunto de HEC Paris y director de su programa Grande École, luego director general interino de HEC Paris en octubre de 2020 y finalmente director general y decano de HEC Paris en enero de 2021.

## Biografía
Aprobado 12º en ENS Cachan en 1995 (concurso D2, economía-métodos cuantitativos-gestión), Éloïc Peyrache aprobó la agregación de economía-gestión en 1998. Obtuvo su doctorado en economía de la Escuela de economía de Toulouse en 2003 después de defender la tesis "Ensayos sobre la teoría económica de las señales: aplicaciones a los mercados laborales y de certificación" en la Universidad de Toulouse I Capitole.
Éloïc Peyrache se incorporó a HEC Paris en 20035, donde enseña economía empresarial y economía de redes. Es miembro del GREGHEC (CNRS) desde 2004. Después de haber sido director del programa CEMS de 2004 a 2005, fue profesor asociado en 2009. Después la partida de Peter Todd por razones médicas, se convirtió en director general interino de HEC Paris en octubre de 2020.
Su investigación se centra en la teoría del contrato, la economía industrial y la política de competencia. Es miembro de la Asociación Estadounidense de Economía y de la Econometric Society.